# Голопрозенцефалія
Голопрозенцефалія (англ. holoprosencephaly) — вада розвитку, коли мозок не розділений на дві симетричні півкулі. Великий мозок залишається єдиним утворенням і шлуночкова система представлена однією загальною порожниною. При цьому зазвичай бувають й інші аномалії: 
- аріненцефалія — аплазія нюхових трактів і нюхового мозку в цілому;
- циклопія — наявність лише одного ока, розташованого по середній лінії. При циклопії череп різко зменшений, зачаток носа знаходиться над орбітою, зоровий нерв проходить від ока через серединно розташований зоровий отвір і може ділитися на 2 частини, зоровий перехрест відсутній.
- етмоцефалія — аномальний зачаток носа розташований між очними ямками, відстань між якими різко зменшена;
- цебоцефалія — є зачаток носа із однією ніздрею. Останні дві аномалії несумісні з життям.